# Monte Legnone

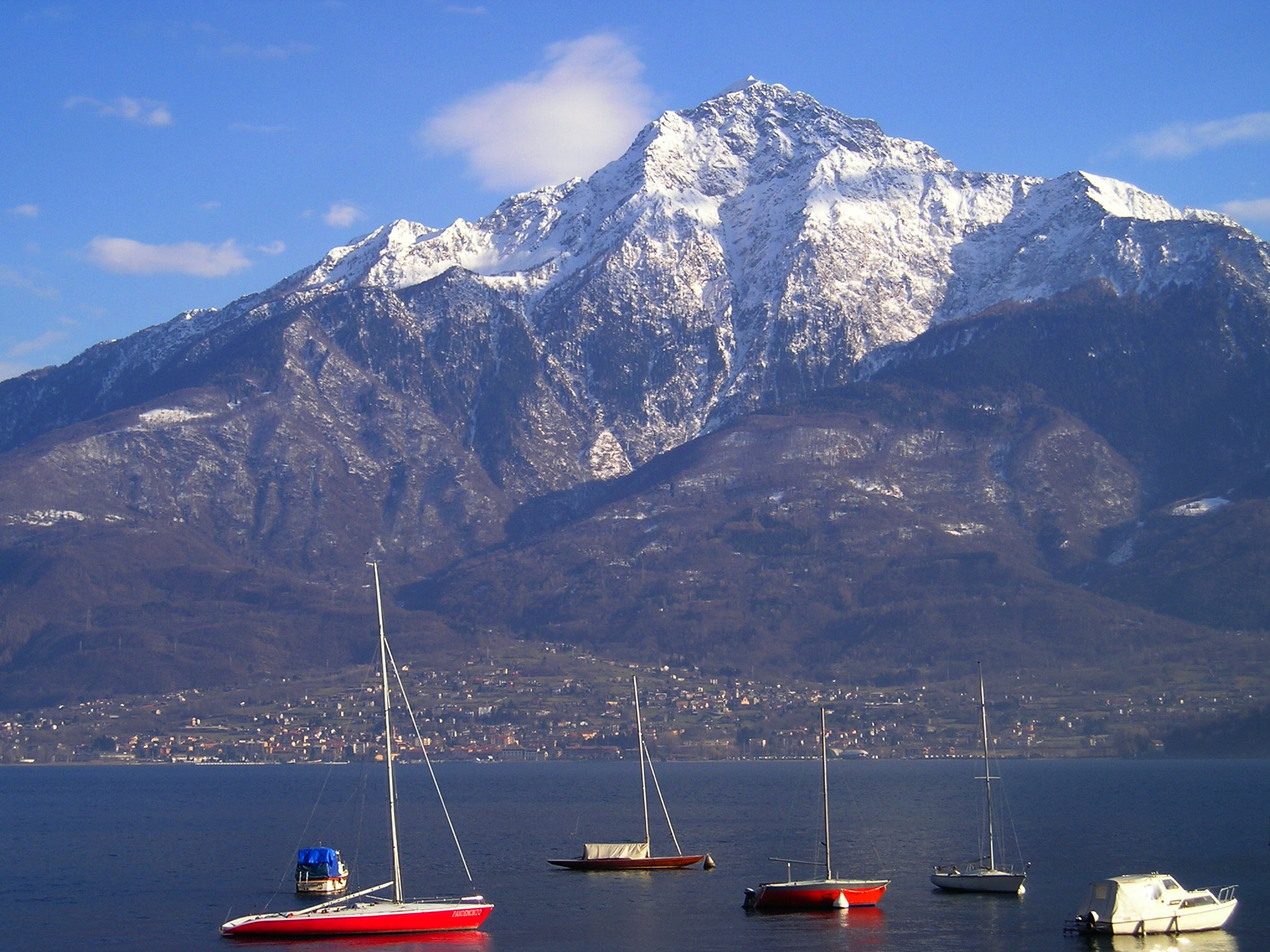
Monte Legnone im Winter

Der Monte Legnone (lombardisch: Legnon) ist ein 2609 m s.l.m.  hoher Berg im Nordwesten der Bergamasker Alpen in Italien. Er ist der höchste Berg am Comer See.

## Routen zum Gipfel
Der Legnone ist von allen Seiten erreichbar. Aus dem Veltlin wie auch aus dem Val Varrone führen alte Militärwege in die Nähe des Gipfels, erfordern aber aufgrund der enormen Höhenunterschiede gute Kondition. Die Militärwege verbinden auf ca. 2400 m Höhe den Südgrat des Bergs mit dem Südostgrat. Über den Südostgrat führt die neue Via Alta der Bergamasker Alpen zum Gipfel; über den Südgrat kann man weglos aufsteigen. Der beliebteste und landschaftlich bei weitem schönste Anstieg führt vom Rifugio Roccoli dei Lorla (1463 m), das vom Talort Tremenico aus erreichbar ist, über die beiden Almen von Agrogno und den Westgrat des Berges zum Gipfel. Oberhalb der Porta dei Merli (2139 m) befinden sich das Biwak Ca’ de Legn (2148 m, zwei Isomatten) und ein Umsetzer. Am Vorgipfel (ital. Anticima, 2529 m) trifft der Pfad auf den über den Nordgrat vom Passo Colombano (1970 m) heraufkommenden Klettersteig. Der Übergang vom Vorgipfel zum Hauptgipfel ist mit Stahlseilen und Metallbügeln üppig abgesichert (T3+). Über die erwähnte Via Alta ist der Legnone neuerdings mit dem Pizzo Alto und dem weiteren Hauptkamm der Bergamasker Alpen verbunden.

## Panorama
Die Aussicht vom Legnone umfasst dank seiner freistehenden Lage große Teile des Comer Sees und den östlichen Arm des Luganer Sees. Bei klarer Sicht erscheint darüber der gesamte westliche Alpenbogen vom Monviso bis zum Monte Adamello und im Süden ein großer Teil des Ligurischen Apennin.